# История Парагвая
Первый европеец ступил на землю нынешнего Парагвая в 1525 году, а началом истории страны принято считать 15 августа 1537 года, когда испанские колонизаторы основали Асунсьон, столицу Парагвая. Независимость от Испании (и от Аргентины) Парагвай получил в 1811 году.

## Колонизация
На восточную часть территории современного Парагвая около середины 1-го тыс. н. э. из бассейна Амазонки начинают распространяться племена, говорящиe на языке гуарани индейцев, которые выращивали маниок, кукурузу и арахис. Эти индейцы были известны как грозные воины, которые впоследствии оказывали ожесточённое сопротивление европейской колонизации. Западную часть Парагвая (безлесные равнины, часть региона Гран-Чако) перед появлением испанцев населяли тоба, и другие группы индейцев, занимавшихся в основном охотой.

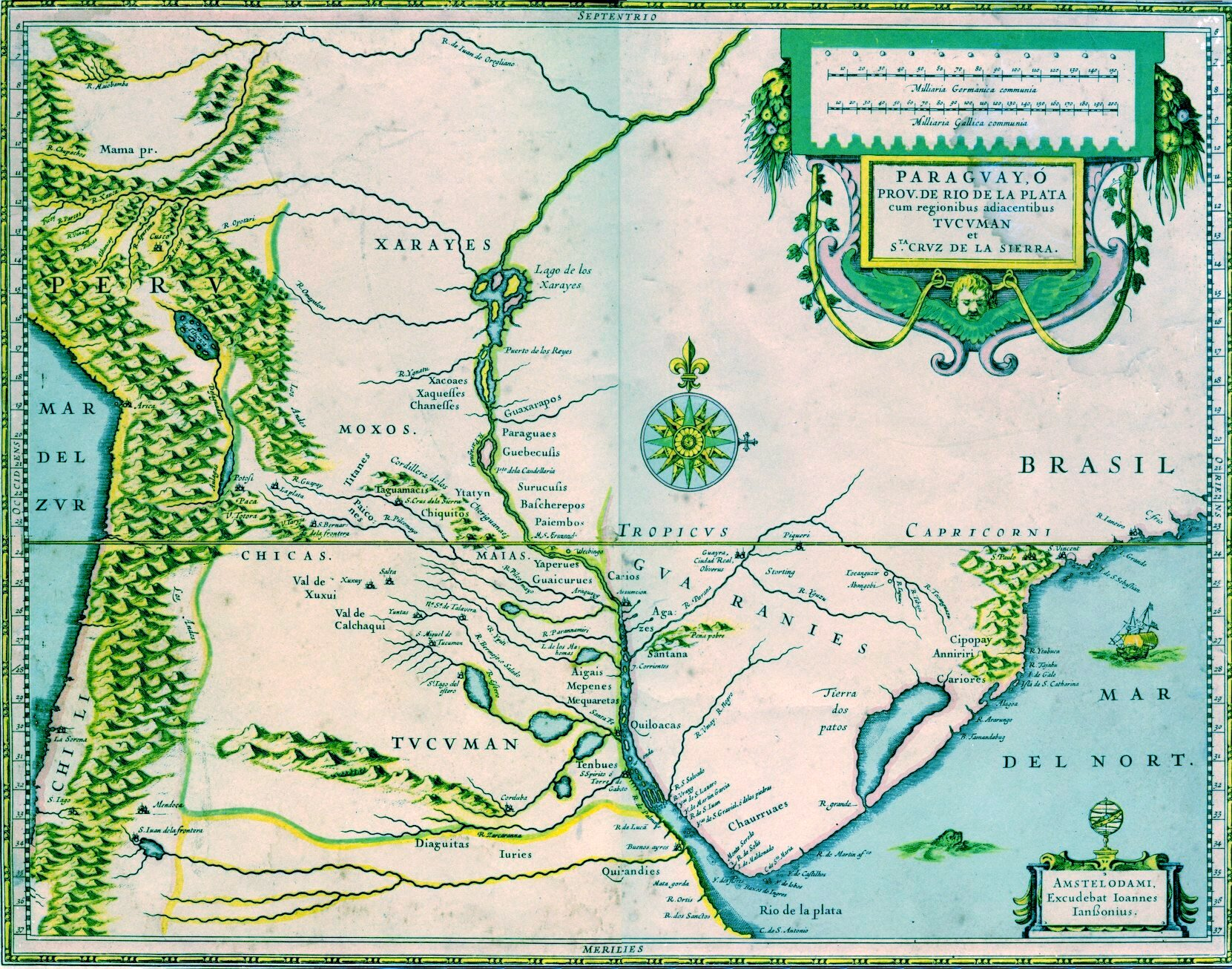
Карта местности Парагвая в ок. 1600 году

Первая задокументированная встреча индейцев с европейцами произошла в 1524 или 1525 году, когда испанский (вероятно на службе Португалии) исследователь Алехо Гарсия потерпел кораблекрушение на острове Санта-Катарина и двинулся вглубь континента вдоль реки Пилькомайо. Ещё в 1515 году Хуан Диас де Солис открыл устье реки Параны; испанцы шли по его следам, исследуя течение этой реки. Гарсия установил дружеские отношения с индейцами гуарани, изучил их язык. От них он услышал о существовании далеко на западе, в горах, страны «Белого царя», богатой серебром и, возможно, даже золотом. Под страной «Белого царя» подразумевалась империя инков. Гарсия присоединился к вторжению гуарани в империю. Он пересек реку Парана, стал первым европейцем, увидевшим водопады Игуасу, и прибыла в район будущего Асунсьона. Там гуарани собрали отряд в 2 000 человек и оттуда проникли во внешние провинции империи инков на восточных склонах Анд, пока не отступили перед крупными силами противника, захватив хорошую добычу. После того как Гарсия был убит в 1525 году в стычке на реке Парагвай, его сын донес вести о походе на империю инков и богатой добыче до испанцев на побережье.
В 1528 году Себастьян Кабот, поднимаясь по реке Парана основал форт Санта-Эсперита на территории современной Аргентины, достиг устья реки Парагвай и поднялся по ней. В низовьях реки, вероятно близ устья Рио-Бермехо, произошел бой между испанцами и хорошо организованными и вооруженными индейцами; потеряв 25 человек убитыми, Кабот установил с индейцами мирные отношения и выменял у них серебряные украшения. Обследовав центральную часть Ла-Платской низменности, он тем самым нашел один из путей проникновения во внутренние районы материка.
15 августа 1537 года, на месте поселения индейского племени гуарани, Хуан де Саласар основал будущую столицу Парагвая, Асунсьон. Он стал главным опорным пунктом испанцев для дальнейшей колонизации региона и по дороге в Перу, после того как местные племена не позволили им закрепиться в Буэнос-Айресе. С 1542 года испанское королевское правительство уже назначало для Парагвая специальных управителей. С середины XVI века до 1617 года город был столицей губернаторства Рио-де-ла-Плата (первоначально — губернаторство Новая Андалусия), части вице-королевству Перу; в 1617 губернаторство было разделено на две части: Рио-де-ла-Плата (современная Аргентина) и губернаторство Парагвай. В XVI—XVIII веках Асунсьон сохранял статус административного центра Испании и был одним из наиболее крупных населённых пунктов в испанских колониях Южной Америки.
В 1777 году губернаторство Парагвай вошло в состав созданного годом ранее вице-королевства Рио-де-ла-Плата. К этому времени население Парагвая достигло около 250 тыс. человек. В подавляющем большинстве это были индейцы гуарани и метисы, испанцев насчитывалось всего несколько сотен человек, креолов — несколько тысяч. Главными экспортными товарами были табак и чай, товары вывозили через порт Буэнос-Айрес.

### Иезуитские миссии на землях индейцев гуарани

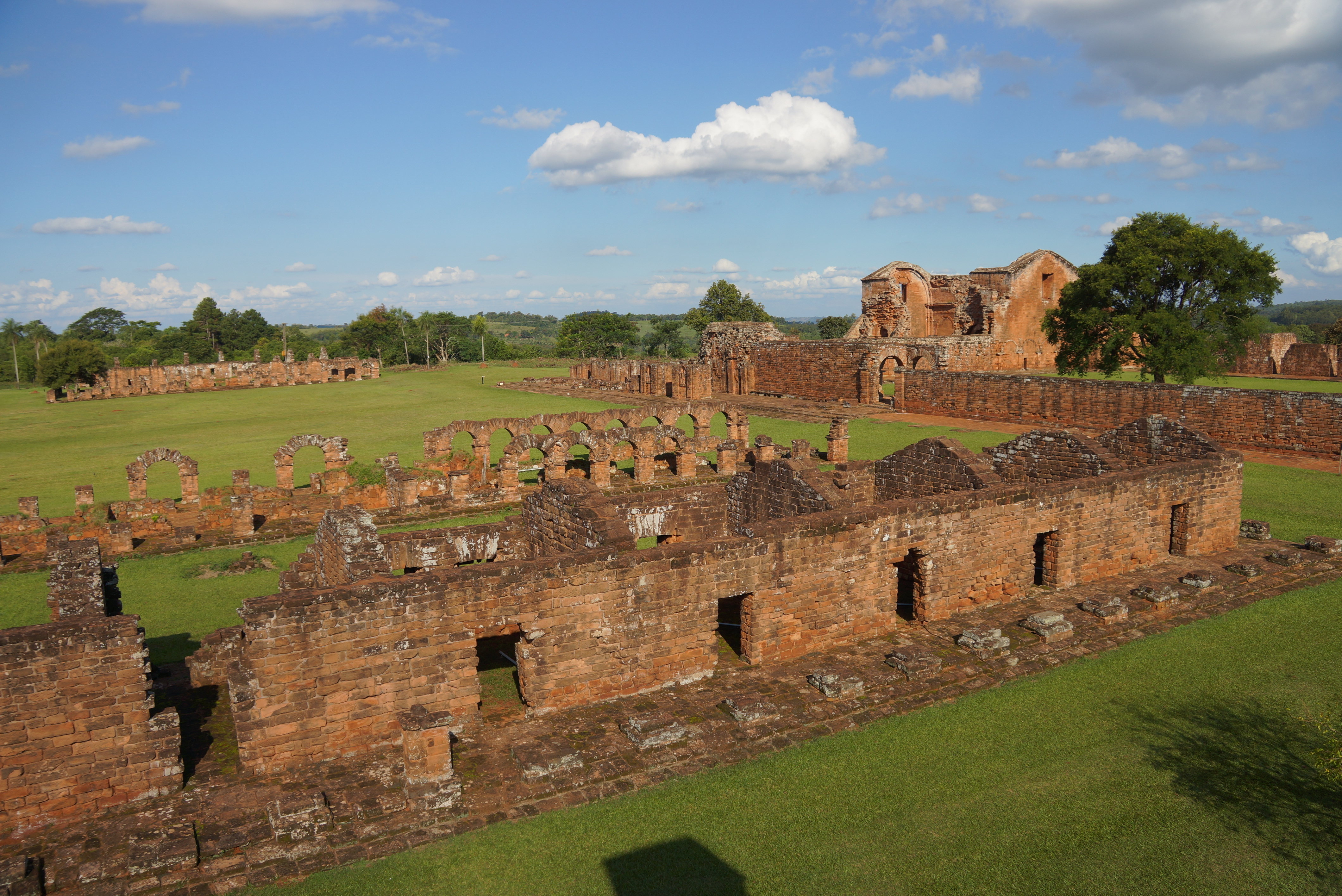
Иезуитские редукции в Тринидаде (южный Парагвай)

В 1608 году в Парагвае основали свои первые поселения (иезуитские редукции) испанские иезуиты, которым скоро удалось создать здесь полунезависимое теократически-патриархальное государтво, единственное в своём роде во всей всемирной истории. Прообразом его, видимо, послужило государственное устройство Тауантинсуйу. Иезуиты обратили в христианство и в значительной степени цивилизовали свыше 170 тысяч местных индейцев, которые обратились в оседлых поселенцев, занялись земледелием, скотоводством и ремёслами. Фактически, из испанцев только им удалось воплотить в жизнь Энкомьенду в том виде, в котором она изначально задумывалась.
В каждом поселении был священник-иезуит, с викарием, исполнявший не только духовные обязанности, но и обязанности главы местной администрации; ему были подчинены выбранные индейцами касики, исполнявшие низшие полицейские функции. Все работы на плантациях исполнялись индейцами под надзором этой администрации; она же собирала все произведения труда в особые магазины, из которых выдавала продукты всем нуждающимся в них. Получался своеобразный социализм — индейцы находились в полном подчинении у иезуитов, которые пользовались своей властью не особенно деспотически и не пытались насильственно европеизировать индейцев; господствующим языком в колонии оставался гуарани, и только к середине XVIII века он заменился постепенно испанским, когда и население из индейского обратилось постепенно в метисское. Настроенные иезуитами индейцы относились враждебно ко всем иностранцам и даже к испанцам, не принадлежавшим к ордену.
У иезуитов были постоянные столкновения с гражданскими властями колонии, но они выходили из них в основном победителями и фактически были почти совершенно независимыми от метрополии. Ещё большей независимости достигли они в 1726 году, когда они добились королевского декрета, в силу которого их поселения (случившиеся к этому времени вследствие поражений, нанесенных им соседними португальскими колониями, по реке Парана) были изъяты из ведения парагвайских властей и подчинены отдаленному губернатору Ла-Платы. В 1750 году Испания и Португалия заключили договор, в силу которого 7 иезуитских поселений, в том числе Асунсьон, должны были перейти к португальским владениям. Иезуиты не захотели подчиниться этому решению; кровопролитная война гуарани, длившаяся 4 года (1754−1758), окончилась победой испано-португальских войск; за ней последовало полное изгнание иезуитов из всех испанских владений в Америке в 1768 году.

## Независимость

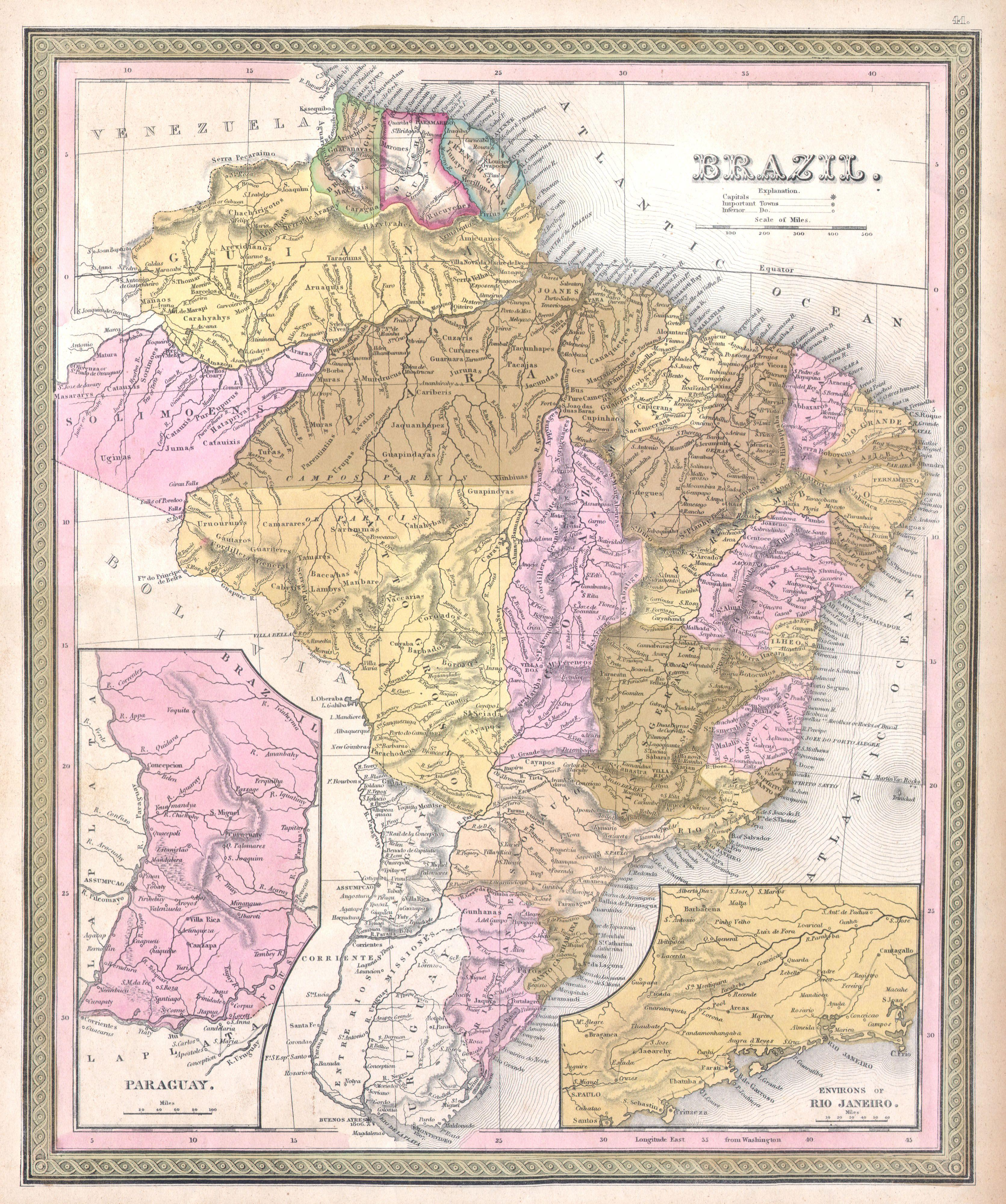
Карта Парагвая в 1850 году

Бывшие иезуитские редукции были поделены между испанцами и португальцами и переданы в ведение гражданских властей. Испанцы хотели продолжать дело иезуитов, но это им не удалось; земли частью перешли во власть индейцев, начавших вновь дичать, и колония стала быстро приходить в упадок, пока в 1776 году губернаторство Парагвай не было присоединено к созданному годом ранее вице-королевству Рио-де-ла-Плата, и не усилилась колонизация.
В мае 1810 года в столице вице-королевста, Буэнос-Айресе, произошла Майская революция, начавшая войну за независимость Аргентины. В бывшее губернаторство Парагвай были посланы войска под командованием Мануэля Бельграно, с целью поднять в Парагвае восстание. Но парагвайское население не захотело последовать примеру Буэнос-Айреса, тем более, что солдаты Бельграно занимались грабежом деревень. Наскоро были набраны войска, которые разбили Бельграно и принудили его к отступлению. Эта война получила название Парагвайская кампания.
Однако идеи независимости имели поддержку и в Парагвае; во главе заговора против испанских властей стал испанец, генерал Каваньяс; после выступления 14 мая 1811 года, заговорщики заставили губернатора Веласко объявить о создании правящей хунты из трех человек, включая губернатора. Этот день считается де-факто началом независимости Парагвая. В 1813 году был созван конгресс, избранный всеобщим голосованием. Конгресс подтвердил полномочия хунты, долженствовавшую управлять, тем не менее, именем испанского короля Фердинанда. Наиболее видным представителем хунты был метис из Бразилии, доктор Франсия. Хунта добилась признания независимости Парагвая от Аргентины (1811), независимость же от Испании была фактически гарантирована арестом испанских должностных лиц и отдалённостью от метрополии.
Подражая Наполеону, Франсия заставил избрать себя сперва первым из двух консулов хунты (1813), потом диктатором с неограниченными полномочиями на 3 года (1814) и, наконец, пожизненным диктатором (1817). Управление его до самой его смерти (1840) было крайне деспотическое. Аресты и смертные казни следовали одни за другими; заговоры и вооружённые восстания подавлялись с большой жестокостью. Франсия проводил политику изоляционизма, иностранцы допускались в страну весьма редко; иностранный капитал не допускался; торговля с соседними государствами была почти прекращена. Почти исключительными занятиями жителей в этих условиях были скотоводство и земледелие, которое велось самыми первобытными способами.
В рамках борьбы с оппозицией многочисленные монастыри были закрыты и монастырское имущество перешли в собственность государства; часть этих земель за небольшую плату сдавалась в бессрочную аренду, часть стала основой для крупных государственных скотоводческих хозяйств.
После смерти Франсии власть захватили его племянник Карлос Антонио Лопес и Мариано Роке Алонсо; они созвали в 1842 году конгресс, избранный всеобщим голосованием и назначивший их обоих консулами. Консулы не могли ужиться друг с другом, и новый конгресс 1844 году назначил уже одного Лопеса президентом на 10 лет.

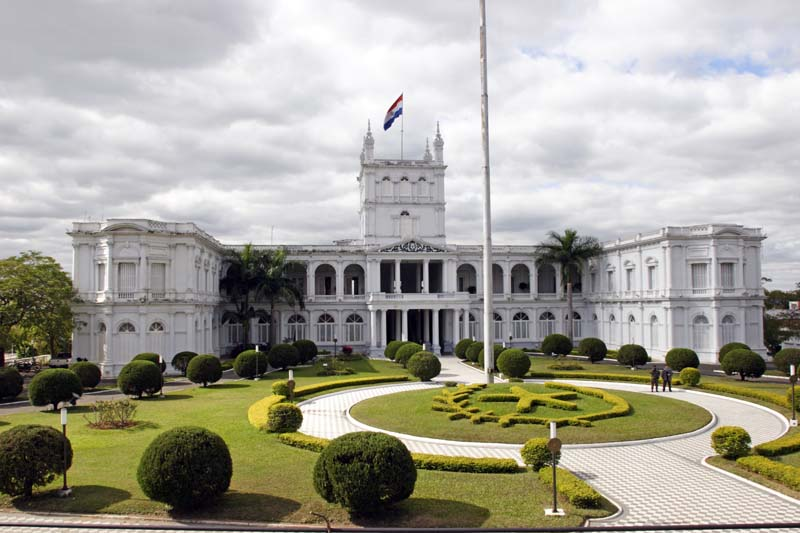
Дворец Лопеса основан в 1857 году. Ныне президентский дворец

Этот же конгресс принял конституцию, предложенную Лопесом и оставлявшую за президентом фактически неограниченную власть.
В Парагвае было отменено рабство, декларировано юридическое равноправие индейцев.
Лопес, в 1843 и 1844 годах добился признания суверенитета Парагвая Боливией и Бразилией.
Лопес управлял почти так же деспотически, как и его дядя, стараясь окружать себя верными людьми. Его брат был назначен архиепископом, другой брат — министром внутренних дел, сын — главнокомандующим армией, состоявшей из 5000 солдат. Однако уже в 1845 году президент отказался от изоляционизма и открыл доступ иностранцам в Парагвай, а в следующем году отменил прежний запретительный таможенный тариф и заменил его весьма либеральным; гавань Пилар (на реке Паране) была открыта для торговли. Почти вся торговля находилась в руках самого Лопеса и его сыновей. Лопес реорганизовал армию по европейскому образцу, ввёл принцип всеобщей воинской повинности, увеличил состав армии в мирное время до 8000 человек, выстроил несколько крепостей и создал речной военный флот.
Конфликт с Аргентинской республикой, не желавшей примириться с самостоятельностью Парагвая, привел к объявлению войны, в которой Парагвай выступал совместно с двумя восточными аргентинскими штатами, Коррьентес и Энтре-Риос. Война не была интенсивной, но привела к аргентинскому эмбарго на парагвайские товары на протяжение 7 лет (1845—1852). После того, как аргентинский диктатор Росас бежал в 1852 году, Аргентина признала независимость Парагвая.
По окончания войны Лопес стал открывать школы, включая несколько высших учебных заведений, покровительствовать открытию научных обществ, улучшать промышленность (металлообрабатывающие и оружейные предприятия), пути сообщения и судостроительство; торговые договоры с американскими и европейскими государствами способствовали развитию торговли. Была модернизирована армия. Характер хозяйства страны, унаследованный ещё от иезуитов и закрепленный системой Франсии, продолжал, однако, быть совершенно своеобразным. Из всей территории государства всего 7000 км² находились в руках частных владельцев; все остальные земли были собственностью государства.
В 1856 году, когда десятилетний срок его власти давно истек, Лопес созвал конгресс и добился утверждения в должности на новые 7 лет. Он умер в 1862 году, оставив власть, по завещанию, своему сыну Франсиско Солано Лопесу; новый конгресс утвердил его во власти на 10 лет. В это время благосостояние Парагвая достигло высшей точки: число жителей достигло 1 340 000, территория — 901 000 км², государственных долгов не было вовсе, государственные доходы составляли 2,5 миллиона долларов. В первые годы правления второго Лопеса была достроена первая железная дорога длиной 72 километра. Парагвай был одним из наиболее развитых государств Южной Америкиref name="БРЭ_Парагвай"/>.

### Флаги

Флаг провинции, май–июнь 1811 года[4]
Флаг провинции 1812 года
Флаг провинции 1812 года
Флаг с 1812 по 1826 годы
Флаг с 1826 по 1842 годы
Флаг с 1842 по 1954 годы

## Парагвайская война

Спорные земли между Парагваем и соседними странами в 1864 году

В 1864 году Бразилия развязала Уругвайскую войну, напав на союзную Парагваю Уругвайскую республику, началась ожесточенная Парагвайская война.
Желая захватить несколько бразильских судов, стоявших в аргентинской гавани Корриентес, Лопес нарушил неприкосновенность территории Аргентины и заставил её присоединиться к Бразилии; на сторону Бразилии встал и Уругвай, в котором борьба партий окончилась торжеством президента Флореса, поддерживаемого Бразилией. Лопес напряг все силы своей страны; армия была доведена до 60 000 человек, но тем не менее борьба была далеко не равной. В 1868 году после годичной осады бразильцы взяли голодом лучшую крепость Парагвая Умайту на реке Парана на юге страны; Лопес отступил на север, но его теснили по пятам. В 1869 году был осажден и взят Асунсьон. В этом же году главнокомандующим бразильской армии был назначен граф д’Э, зять бразильского императора, который нанес Лопесу несколько сильных поражений.
Стесненный в лесах и горах севера Парагвая, Лопес энергично и упорно продолжал войну, пока не был убит 1 марта 1870 года. Продолжение борьбы было невозможно: почти вся страна находилась уже фактически во власти врагов, поля были опустошены, города и деревни сожжены. Население уменьшилось, по разным оценкам, на 60-80 %, в том числе мужское население по некоторым оценкам сократилось в 9 раз. Имя Лопеса вызывало ненависть, и уже за год до его смерти на юге страны, занятом неприятельскими войсками, образовалось временное правительство, не признававшее президента. Победители не захотели воспользоваться всей добычей и ограничились территориальными приобретениями (Парагвай потерял почти половину своей территории) и крупной военной контрибуцией. Мир был заключен в 1872 году, но оккупационная армия оставил страну только в 1876 году, а территориальные споры окончательно решены в 1878 году обращением к третейскому суду президента США Ратерфорда Хейса, возвратившего Парагваю большую часть спорной территории.

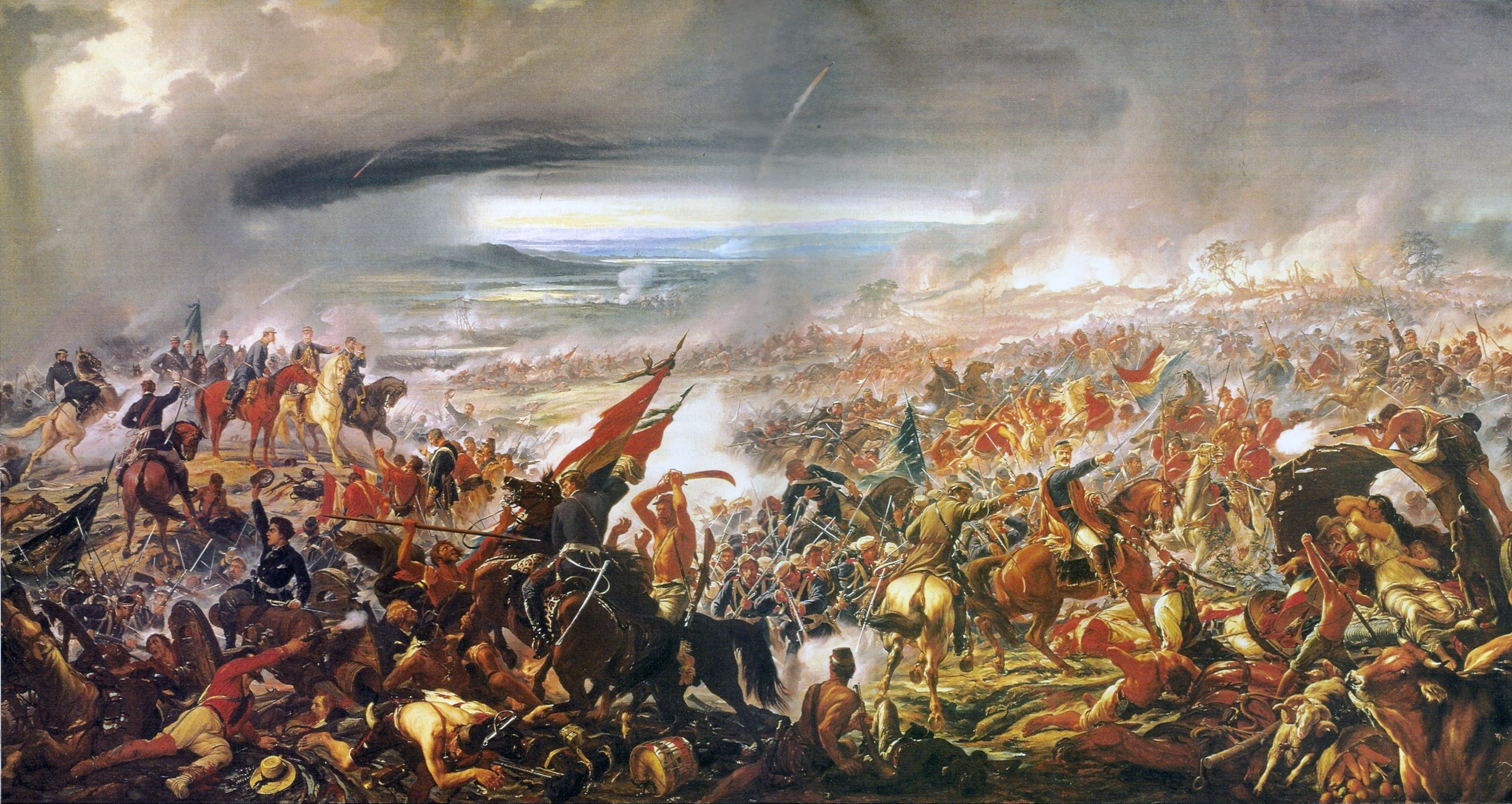
Битва при Авай (картина Педру Америку, 1872 по 1879 годы)

## Парагвай в конце XIX века
Война оставила страну обремененной долгом и совершенно разорённой; железную дорогу, казённые и частные здания, — все нужно было восстанавливать. Жителей в разоренном и территориально уменьшенном Парагвае было в 1871 году 221 тысяча, но из них только 28 тысяч мужчин старше 15 лет, 106 тысяч женщин и 86 тысяч детей; государственные доходы упали в 6,5 раз. Конгресс, собравшийся в 1870 году, выработал демократическую конституцию, которой было окончательно отменено рабство (впрочем, и ранее развитое слабо).
Оппозиционеры, воевавшие против Лопеса в составе Парагвайского легиона, в 1869 организовали "триумвират" - Временное правительство в составе: Карлос Лоисага, Хосе Диас де Бедоя, Сирило Риварола. 1 сентября президентом под присмотром бразильцев "избрали" сеньора Риваролк. 
После Сальвадора Ховельяноса, избранного президентом республики на 3 года, президентом в 1874 году стал Хуан Баутиста Хиль, считавшийся представителем демократической партии; в 1877 году он был убит вместе с братом, министром финансов. Власть перешла временно к вице-президенту Ихинио Уриарте. По обвинению в убийстве был арестован доктор Факундо Мачаин, бывший ранее кандидатом на пост президента со стороны враждебной Хилю партии; вместе с другими предполагаемыми участниками заговора он погиб во время попытки бегства из тюрьмы. Следующим президентом республики стал генерал Хуан Баутиста Эгускиса. В 1880-х годах началась постройка железных дорог, которых к 1891 году было до 253 километров.
Политическая борьба в Парагвае — гораздо больше борьба личностей, чем принципов; смены правителей редко происходили без волнений, а в промежутках между ними спокойствие страны нарушалось частыми заговорами и волнениями. В экономической жизни страны произошёл серьёзный переворот: для уплаты государственных долгов пришлось продать большую часть государственных имуществ, раздробившихся между значительным числом более или менее крупных владельцев.

## Парагвай в XX веке
В августе 1904 года началось восстание, в результате которого при поддержке Аргентины к власти в стране пришла Либеральная партия.
В президентство Мануэля Франко (1916—1919 годы) была проведена реформа избирательного законодательства, демократизировавшая его, крестьянам передавались в пожизненное наследуемое владение обрабатываемые ими земли.
В начале 1920-х годов радикальное крыло Либеральной партии, находившейся у власти, раскололось на группировки Мануэля Гондры и Эдуардо Шерера. Их соперничество переросло в 1922 году в гражданскую войну, в которой в 1923 году победил сторонник  Гондры Эусебио Аяла, ставший сначала временным (до марта 1924 года), а затем конституционным (август 1924 — август 1928 года) президентом. 
Следующий президент, Хосе Патрисио Гуджари (1928—1932 годы), столкнувшись с экономическими и социальными проблемами из-за мирового экономического кризиса, прибёг к чрезвычайным и репрессивным мерам. После расстрела демонстрации протеста 23 октября 1931 года он был вынужден уйти в отставку, и в августе 1932 года президентом вновь стал Аяла.

### Чакская война (1932—1935)

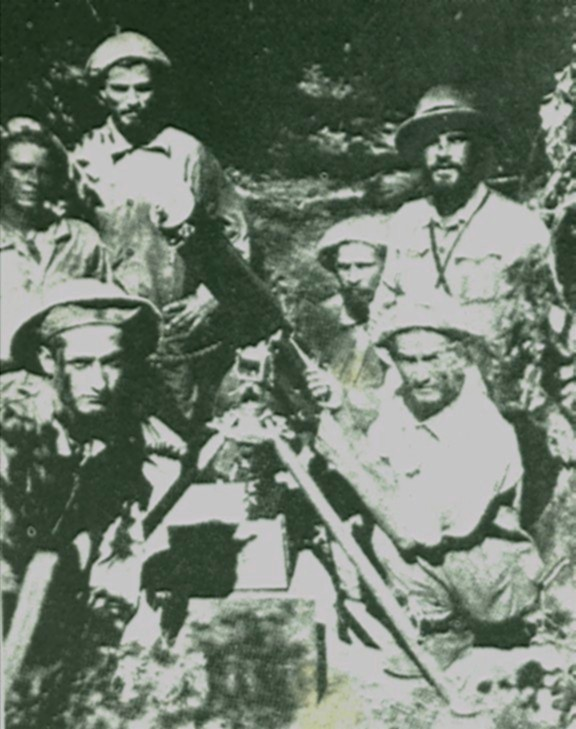
Парагвайские пулемётчики во время Чакской войны

В 1932 году между Парагваем и Боливией началась война за обладание частью области Гран-Чако (которая, как считалось, имела большие запасы нефти — достоверно обнаруженной только в 2012 году). 
В результате этой войны в 1935 году Парагвай получил 3/4 спорной территории Чако, и граница между Боливией и Парагваем в настоящее время проходит по этой линии. Боливия получила на коротком промежутке выход к реке Парагвай для постройки порта, а также право судоходства через территорию Парагвая. Горькой иронией судьбы стало то, что нефть на спорной территории, за которую было пролито столько крови, тогда так и не нашли, и даже порт на реке Парагвай для её транспортировки оказался ненужным — экспорт боливийской нефти осуществляется по нефтепроводу через Бразилию .

### Период политической нестабильности
17 февраля 1936 года Национальная ассоциация бывших фронтовиков Чакской войны начала восстание, в результате которого 20 февраля президентом стал полковник Рафаэль Франко, сформировавший коалиционное правительство. При нём крестьяне получили в собственность свыше 200 тысяч гектаров обрабатываемой ими земли, были введены 8-часовой рабочий день и минимум заработной платы.
Но 13 августа 1937 года произошёл военный переворот, лишивший Франко власти. 
В августе 1939 года президентом был избран Хосе Феликс Эстигаррибия, который в феврале 1940 года распустил парламент и установил диктаторский режим. Но в сентябре 1940 года он погиб в авиакатастрофе, и президентом стал генерал Ихинио Мориниго Мартинес, который провозгласил построение «нового националистического революционного государства» корпоративного типа. 
Во время Второй мировой войны Парагвай был сначала нейтральным, он формально объявил войну нацистской Германии и Японии только в феврале 1945 года.
В июне 1946 года после военного мятежа Ихинио Мориниго Мартинес был вынужден уволить реакционных генералов, создать коалиционное правительство, разрешить деятельность Либеральной партии. Однако затем репрессии возобновились.
В марте 1947 года произошёл новый военный мятеж, который был подавлен, после чего были запрещены все оппозиционные партии и профсоюзы. 
3 июня 1948 года Мориниго был свергнут представителями правого крыла партии «Колорадо», после чего за следующие шесть лет произошло несколько государственных переворотов и сменилось шесть президентов (Хуан Мануэль Фрутос, Хуан Наталисио Гонсалес, Ролон Раймундо, Фелипе Молас Лопес, Федерико Чавес, Томас Ромеро Перейра).

### Диктатура Стресснера

Альфредо Стреснер (справа) приветствует президента Бразилии Умберту Кастелу Бранку при октрытии моста Дружбы между Бразилией и Парагваем, 27 марта 1965 года

В мае 1954 года, после очередного военного переворота, к власти пришёл главнокомандующий вооруженными силами генерал Альфредо Стресснер (его ближайшее окружение именовалось «Золотой квадрат»). Стронистский режим отличался непримиримым антикоммунизмом, сращиванием государства с теневыми сообществами и оргпреступностью. Любая оппозиционная деятельность жестоко подавлялась. При этом, однако, проводилась активная социально-экономическая модернизация. 
До 1957 года на индейцев из племени аче, живших в лесах восточного Парагвая официально была разрешена охота, как на животных (однако их убийства и дискриминация продолжались и в следующие годы).
В 1979 году оппозиционные партии создали коалицию «Национальное согласие», в начале 1984 года впервые за многие годы прошли массовые митинги против диктатуры Стресснера. Определённое давление на Стресснера с целью побудить его к либерализации режима начали оказывать и США.

### Переход к демократии
В феврале 1989 года в результате военного переворота власть захватил командующий 1-м армейским корпусом генерал Андрес Родригес, а Стресснер был выслан из страны.
В июне 1992 года была принята новая конституция страны, были легализованы политические партии, восстановлена свобода печати.
На  выборах 1993 года президентом был избран представитель либерального крыла партии «Колорадо» Хуан Карлос Васмоси. Однако проводимая им политика экономической либерализации вызывала недовольство населения. Весной 1996 года в Парагвае прошла общенациональная забастовка. 
На выборах 1998 года президентом был избран Рауль Кубас Грау, но уже в 1999 году после политического кризиса, вызванного освобождением генерала Лино Овьедо, приговорённого к 10 заключения за попытку государственного переворота в 1996 году, Кубас Грау был вынужден уйти в отставку и президентом стал председатель Сената Луис Анхель Гонсалес Макки. В апреле 2002 года он был обвинён в коррупции и в 2003 году проиграл президентские выборы Оскару Никанору Дуарте Фрутосу.

## Современный Парагвай
В 2008 году президентом был избран кандидат от коалиции левых сил «Патриотический альянс за перемены» бывший священник Фернандо Луго. В июне 2012 года он был отстранён от власти в результате импичмента, и президентом стал вице-президент Федерико Франко.
Затем власти вернулась правоконсервативная партия Колорадо: в 2013 году президентом был избран Орасио Картес, в 2018 году — Марио Абдо Бенитес.